# Zamin Corona
La Zamin Corona è una struttura geologica della superficie di Venere.